# Helicopsyche myrrhine
Helicopsyche myrrhine är en nattsländeart som beskrevs av Schmid 1993. Helicopsyche myrrhine ingår i släktet Helicopsyche och familjen Helicopsychidae. Inga underarter finns listade i Catalogue of Life.